# Dirphia muscosa
Dirphia muscosa är en fjärilsart som beskrevs av William Schaus 1898. Dirphia muscosa ingår i släktet Dirphia och familjen påfågelsspinnare. Inga underarter finns listade i Catalogue of Life.